# Faster Than the Speed of Night
Faster Than the Speed of Night è il quinto album in studio della cantante gallese Bonnie Tyler, pubblicato nel 1983.

## Tracce
1. Have You Ever Seen the Rain? – 4:03 (John Fogerty)
2. Faster Than the Speed of Night – 6:35 (Jim Steinman)
3. Getting So Excited – 3:25 (Alan Gruner)
4. Total Eclipse of the Heart – 6:59 (Steinman)
5. It's a Jungle Out There – 4:33 (Dennis Polen, Paul Pilger, William Moloney)
6. Goin' Through the Motions – 4:05 (Ian Hunter, Eric Bloom)
7. Tears (feat. Frankie Miller) – 3:47 (Frankie Miller)
8. Take Me Back – 5:25 (Billy Cross)
9. Straight from the Heart – 3:38 (Bryan Adams, Eric Kagna)

## Classifiche
| Classifica (1983) | Posizione raggiunta |
| ----------------- | ------------------- |
| Canada            | 7                   |
| Finlandia         | 17                  |
| Germania          | 20                  |
| Norvegia          | 1                   |
| Nuova Zelanda     | 1                   |
| Paesi Bassi       | 23                  |
| Regno Unito       | 1                   |
| Stati Uniti       | 4                   |
| Svezia            | 3                   |
| Svizzera          | 19                  |